# Imperium (Robert Harris)
Imperium es una novela publicada en el año 2006 por el escritor británico Robert Harris. Es una biografía ficticia de Cicerón narrada en tercera persona a través de su secretario Tirón, comenzando con la persecución de Verres y finaliza cuando Cicerón consigue el consulado.

## Argumento
El libro relata como Cicerón después de viajar por Grecia para mejorar su retórica y de haber ejercido de magistrado en Sicilia, se desplaza a Roma. Allí deberá llevar el caso de acusación contra Verres.
Derrotando a Hortensio, el abogado de Verres, consigue catapultarse a la fama entre el pueblo, pero termina creándose enemigos entre los patricios. Para salvaguardar su posición necesita de la ayuda de Pompeyo y se une a la facción de optimates. Cuando Pompeyo consigue sus objetivos (ir a oriente relevando a Lúculo del cargo de legado de oriente), abandona Cicerón a su suerte. Tras obtener el cargo de edil, su carrera política va en ascenso y por medio de sus grandes discursos consigue que la plebe lo respete. Cicerón entonces decide presentarse a cónsul, pero descubre que sus dos candidatos Híbrida y Catilina se han aliado. Lejos de desalentarse, Cicerón convierte a Híbrida a su favor prometiéndole Macedonia (provincia que se le había atribuido en el sorteo) a cambio de mutuo apoyo y defensa (ya que Cicerón sigue siendo uno de los más grandes abogados en ese momento). Finalmente Cicerón consigue el consulado en una victoria aplastante.

## Información
Este libro es el primero de una trilogía. La secuela, Conspiración, fue publicada en octubre de 2009. Esta se retrasó debido a que Harris estaba trabajando además en otra novela basada en la política contemporánea, El poder en la sombra (The Ghost), inspirada en la dimisión de Tony Blair.
El libro fue serializado en el programa de radio Book at Bedtime de la BBC Radio 4, del 4 al 15 de septiembre de 2006, narrado por Douglas Hodge. Fue publicada una versión abreviada en Audiodisco en compact disc, leída por el actor británico Oliver Ford Davies. También está disponible la versión íntegra, leída por el actor Simon Jones y el actor Bill Wallis.